# Ionuț Năstăsie
Ionuț Năstăsie (Craiova, 7 gennaio 1992) è un calciatore rumeno, centrocampista dello  Slatina.